# Massimo D'Alema
Pour les articles homonymes, voir Alema.
Massimo D'Alema, né le 20 avril 1949 à Rome, est un journaliste et homme d'État italien, membre du Article 1er - Mouvement démocrate et progressiste (MDP) et président du Conseil des ministres d'Italie de 1998 à 2000.
Premier responsable politique issu de l'ex-Parti communiste italien à accéder à la présidence du Conseil, il dirige deux exécutifs classés au centre-gauche de l'échiquier politique durant la XIIIe législature mais est contraint à la démission après la défaite de sa coalition aux élections régionales de 2000. 
Six ans plus tard, il est nommé vice-président du Conseil et ministre des Affaires étrangères dans le second gouvernement de Romano Prodi ; il dirige la diplomatie italienne jusqu'en 2008, lorsque la défaite de la gauche aux élections générales l'amènent à siéger dans l'opposition.
Hostile à la ligne politique de Matteo Renzi, il quitte le Parti démocrate, qu'il a contribué à fonder, pour rejoindre le MDP en 2017.

## Biographie

### Une jeunesse marquée par le communisme familial
Il est le fils de Giuseppe D'Alema, lui-même antifasciste et partisan et, après la guerre, membre important du Parti communiste. 
Massimo D’Alema rejoint le Parti communiste italien (Partito comunista italiano, PCI) à l’âge de 19 ans. Après avoir suivi des études de philosophie à l'École normale supérieure de Pise, il devient journaliste.
En 1975, Enrico Berlinguer lui confie la direction des Jeunesses communistes ; c'est à cette époque que D'Alema entame sa carrière politique, qui le mènera vers les marches du pouvoir.

### Les débuts politiques
Cadre du Parti communiste italien (PCI), il est élu député en 1987, il dirige le quotidien du PCI, L'Unità, de 1988 à 1990. Après l'auto-dissolution du PCI et sa transformation en Parti démocrate de la gauche (Partito democratico della sinistra, PDS), il devient président du groupe parlementaire, puis secrétaire national, du nouveau parti. Le PDS devient ensuite les Démocrates de gauche (DS). Massimo D'Alema devient en 2005 membre de la fédération de L'Olivier.

### La présidence du Conseil
Massimo D'Alema a exercé les fonctions de Président du Conseil des ministres italien, dans deux gouvernements successifs :
- du 21 octobre 1998 au 18 décembre 1999, succédant à Romano Prodi ;
- et du 22 décembre 1999 au 19 avril 2000, se succédant à lui-même et étant ensuite remplacé par Giuliano Amato (2e gouvernement).

Il démissionne de son poste en 2000 à la suite de la défaite de sa coalition aux élections régionales.

### Le chef de la diplomatie du cabinet Prodi II
Après les élections législatives de 2006, et la courte victoire de l'Union de la gauche emmenée par Romano Prodi, Massimo D'Alema, un moment pressenti comme président de la Chambre des Députés ou président de la République, est finalement choisi par Romano Prodi comme vice-président du Conseil des ministres et ministre des Affaires étrangères.

### Une figure du centre gauche européen
D'après la liste arrêtée au 11 novembre 2003, il est membre du Comité d'orientation scientifique de l'association fondée par Michel Rocard et Dominique Strauss-Kahn, À gauche en Europe.
Il s'est positionné en faveur d'un renforcement de la réponse de la crise de l'euro en signant l'appel de George Soros publié en octobre 2011 dans le Financial Times.
Il se montre très critique à l'égard de Matteo Renzi, se déclarant même «prêt à voter pour le diable » afin de faire tomber le président du Conseil.